# Lý Vĩ
Lý Vĩ (tiếng Trung giản thể: 李伟, bính âm Hán ngữ: Lǐ Wěi, sinh tháng 9 năm 1960, người Hán) là tướng lĩnh Quân Giải phóng Nhân dân Trung Quốc. Ông là Thượng tướng Quân Giải phóng Nhân dân Trung Quốc, Ủy viên Ủy ban Trung ương Đảng Cộng sản Trung Quốc khóa XX, hiện là Chính ủy Lực lượng Chi viện chiến lược. Ông nguyên là Thường vụ Khu ủy Tân Cương, Chính ủy Quân khu Tân Cương; Chính ủy Tập đoàn quân 21 Lục quân Trung Quốc; Chính ủy Quân khu Nam Tân Cương.
Lý Vĩ là đảng viên Đảng Cộng sản Trung Quốc, ông có sự nghiệp quân đội thời gian dài công tác ở vùng Tây Bắc Trung Quốc, đặc biệt là Tân Cương.

## Xuất thân và giáo dục
Lý Vĩ sinh tháng 9 năm 1960 tại địa khu Tân Hương, nay là thành phố cấp phó địa khu Tế Nguyên, tỉnh Hà Nam, Cộng hòa Nhân dân Trung Hoa. Ông lớn lên và tốt nghiệp phổ thông ở Tân Hương, theo học các khóa học quân sự tại trường quân sự trong những năm công tác, được kết nạp Đảng Cộng sản Trung Quốc vào năm 1982.

## Sự nghiệp

### Các giai đoạn
Lý Vĩ nhập ngũ Quân Giải phóng Nhân dân Trung Quốc vào tháng 3 năm 1978, là quân nhân ở lực lượng Lục quân Trung Quốc, công tác ở Quân khu Lan Châu. Ông là quân nhân ở các đơn vị cán bộ chính trị, là cán bộ, phó trưởng ban rồi Trưởng Ban Cán bộ chính trị Quân khu Lan Châu những năm 1995. Năm 2000, ông được điều sang Quân khu Tân Cương, nhậm chức Sư đoàn trưởng Sư đoàn Bộ binh cơ giới 6 thuộc phân khu Nam Tân Cương, nay là Sư đoàn Bộ binh hợp thành 6 Lục quân. Tháng 1 năm 2007, ông được điều trở lại Quân khu Lan Châu, nhậm chức Chủ nhiệm Bộ Chính trị Tập đoàn quân 47, được phong quân hàm Thiếu tướng Lục quân vào tháng 7 năm 2008. Sau đó, năm 2010, ông là Phó Chính ủy Tập đoàn quân 47 rồi chuyển tiếp làm Chính ủy Quân khu Nam Tân Cương từ tháng 10 năm 2012.
Tháng 9 năm 2013, Lý Vĩ được bổ nhiệm làm Chính ủy Tập đoàn quân 21. Đến tháng 12 năm 2014, ông đến Tân Cương nhậm chức Chính ủy Quân khu Tân Cương kiêm Ủy viên Đảng ủy, thay thế Lưu Lôi. Ông giữ cương vị này giai đoạn 2014–20, đồng thời là Ủy viên Ban Thường vụ Đảng ủy Khu tự trị Duy Ngô Nhĩ Tân Cương, phối hợp cùng Tư lệnh Bành Dũng, Tư lệnh Lưu Vạn Long chỉ huy quân đội ở Tân Cương, hỗ trợ Bí thư Khu ủy Trương Xuân Hiền và Trần Toàn Quốc. Ông được phong quân hàm Trung tướng Lục quân vào tháng 7 năm 2016, được bầu làm đại biểu Nhân Đại Trung Quốc khóa XIII từ 2018.

### Trung ương
Tháng 12 năm 2020, Lý Vĩ được điều về trung ương, được Quân ủy Trung ương bổ nhiệm làm Chính ủy Lực lượng Chi viện chiến lược Quân Giải phóng Nhân dân Trung Quốc, đồng thời được nhà lãnh đạo Tập Cận Bình phong quân hàm Thượng tướng vào ngày 18 tháng 12 cùng năm. Giai đoạn đầu năm 2022, ông được bầu làm đại biểu tham gia Đại hội Đảng Cộng sản Trung Quốc lần thứ XX từ đoàn Quân Giải phóng và Vũ cảnh. Trong quá trình bầu cử tại đại hội, ông được bầu làm Ủy viên Ủy ban Trung ương Đảng Cộng sản Trung Quốc khóa XX.

## Lịch sử thụ phong quân hàm
| Quân hàm |             |             | Thượng tướng |  |  |  |  |  |  |  |  |
| Cấp bậc  | Thiếu tướng | Trung tướng | Thượng tướng |  |  |  |  |  |  |  |  |
|          |             |             |              |  |  |  |  |  |  |  |  |